# Sobre la tiranía
Sobre la Tiranía: Veinte lecciones que aprender del siglo XX, es la traducción al español del libro: On Tyranny: Twenty Lessons from the Twentieth Century escrito por Timothy Snyder, escritor estadounidense profesor de la Universidad de Yale y especializado en historia de los países de Europa del Este y del Holocausto.
El libro es una guía para la resistencia,  a no obedecer anticipadamente, en especial a raíz de la victoria electoral en las Elecciones Presidencias de Estados Unidos de 2016 de Donald Trump. Aunque no hay una mención explícita al Presidente, sí hace referencia a algunas anomalías o alarmas que el autor identifica durante la campaña.
El autor afirma en el prólogo de libro: «La historia no se repite, pero si alecciona». Snyder usa como referencia la historia reciente de los países europeos en el siglo XX que han sufrido tiranías de diverso espectro ideológico, desde el nazismo hasta el comunismo. Para ello aporta con cada lección una variedad de ejemplos de resistencia de diverso tipo, así como los mecanismos usados por el poder político para anular progresivamente las libertades de los ciudadanos, en muchos casos, con su propia complicidad. Para evitar que se dé nuevamente esta historia negra del siglo XX es que Snyder propone un conjunto de 20 lecciones específicas.

## Formato y Contenido
Tal y como indica el autor en la primicia del libro tiene la intención de hacer un libro pequeño a modo de manual o manifiesto, de consulta diaria y que incluso pueda ser llevado consigo. De ahí su formato pequeño y su reducido número de páginas.  

### Contenido
El libro consta de veinte consejos para evitar ser cómplices de un proceso político que derive en una tiranía, los cuales coinciden con el índice de libro:
1. No obedezcas por anticipado
2. Defiende las instituciones
3. Cuidado con el Estado de partido único
4. Asume tu responsabilidad por el aspecto del mundo
5. Recuerda la ética profesional
6. Desconfía de las fuerzas paramilitares
7. Sé reflexivo si tienes que ir armado
8. Desmárcate del resto
9. Trata bien nuestra lengua
10. Cree en la verdad
11. Investiga
12. Mira a los ojos y habla de las cosas cotidianas
13. Practica una política corporal
14. Consolida una vida privada
15. Contribuye a las buenas causas
16. Aprende de tus conocidos de otros países
17. Presta atención a las palabras peligrosas
18. Mantén la calma cuando ocurra lo impensable
19. Sé patriota
20. Sé todo lo valiente que puedas

Cada lección o consejo viene ilustrado con varios ejemplos de la historia reciente. La intención de los mismos es despertar una escucha activa en el lector, de forma tal, que pueda reaccionar a tiempo. Según Snyder las tiranías no pueden ser instauradas sin la complicidad del pueblo. Por tanto, la única forma de evitarlo es que el ciudadano esté atento a cada uno de estos síntomas y en la medida de lo posible, pasar a la acción cívica cuanto antes. Un ejemplo de estas advertencias es la frase con la que cierra el capítulo de la décima lección: «posverdad es prefascismo».
El libro cuenta además con un Epílogo: Historia y la Libertad donde introduce conceptos como: la política de lo inevitable, o la política de la eternidad, como formas de adulterar la historia y sus lecciones a aprender, por parte de la clase política para su propio beneficio.

## Reseñas y Opiniones del Autor
El autor sostiene que ninguna democracia está a salvo de caer en una tiranía, en cambio considera que los estadounidenses creen que su país es la excepción a la regla. Señala además que este proceso puede darse bien rápido e incluso haciendo sentir al pueblo que esta transformación no está ocurriendo realmente. A este respecto se expresa también en la entrevista recogida en el periódico español El País:

El problema principal de Estados Unidos es que pensamos que la democracia es automática y que por nuestras virtudes siempre la tendremos. Pero debemos aprender de los errores de otros. Sé algo de las partes más oscuras del siglo XX y he visto cómo la democracia puede ser revertida en la Europa contemporánea. Me preocupa que Estados Unidos pueda convertirse en una forma moderna de tiranía. No quiero que eso ocurra.
Timothy Snyder

En una entrevista recogida en la revista mexicana Letras Libres señala el objetivo que busca el libro: «(...) Intento extraer lecciones de gente inteligente que ha vivido el colapso de sistemas democráticos. Intento mostrarlo antes de que ocurran cosas malas. No es un libro de historia, es un panfleto político».
En la reseña y entrevista realizada por el periódico español La Vanguardia se afirma que la versión en inglés del libro escaló en las listas de libros más vendidos en Estados Unidos desde su publicación. En el mismo artículo se reseña:

Con lo que podría describirse [el libro] como un manual de defensa de la democracia ante los peligros que se ciernen —de nuevo— sobre ella.

Al respecto de algunas de las críticas realizadas al libro en la entrevista del referido artículo, se le pregunta al autor: ¿Algunos críticos sostienen que la comparación de Trump con Hitler es exagerada y trivializa la magnitud de la tragedia que fue el nazismo?

Eso es una maniobra diseñada para soslayar la reflexión histórica y la experiencia. He pasado la mayor parte de mi carrera escribiendo sobre los horrores del Siglo XX. Mis dos últimos libros eran sobre el Holocausto. Gran parte de mi tiempo lo he dedicado a la lectura de los testimonios de los judíos supervivientes. Lo que hay que recordar - y es lo que nos enseñan los supervivientes- es que lo que se convirtió en asesinatos en masa en 1941 fue a causa de un cambio de régimen en 1933 y el cambio de régimen lo propició gente no tan distinta. En el libro cito Victor Klemperer, el filólogo judío-alemán que puso en evidencia la perversión de la lengua en beneficio de la propaganda nazi con patrones lingüísticos que son muy similares a los de nuestro presidente. Es importante escuchar a los testigos en lugar de encontrar excusas para descartarlos.
 Timothy Snyder

En la web oficial del autor se dispone de una recopilación de reseñas realizadas por la prensa inglesa.